# Bolognai iskola

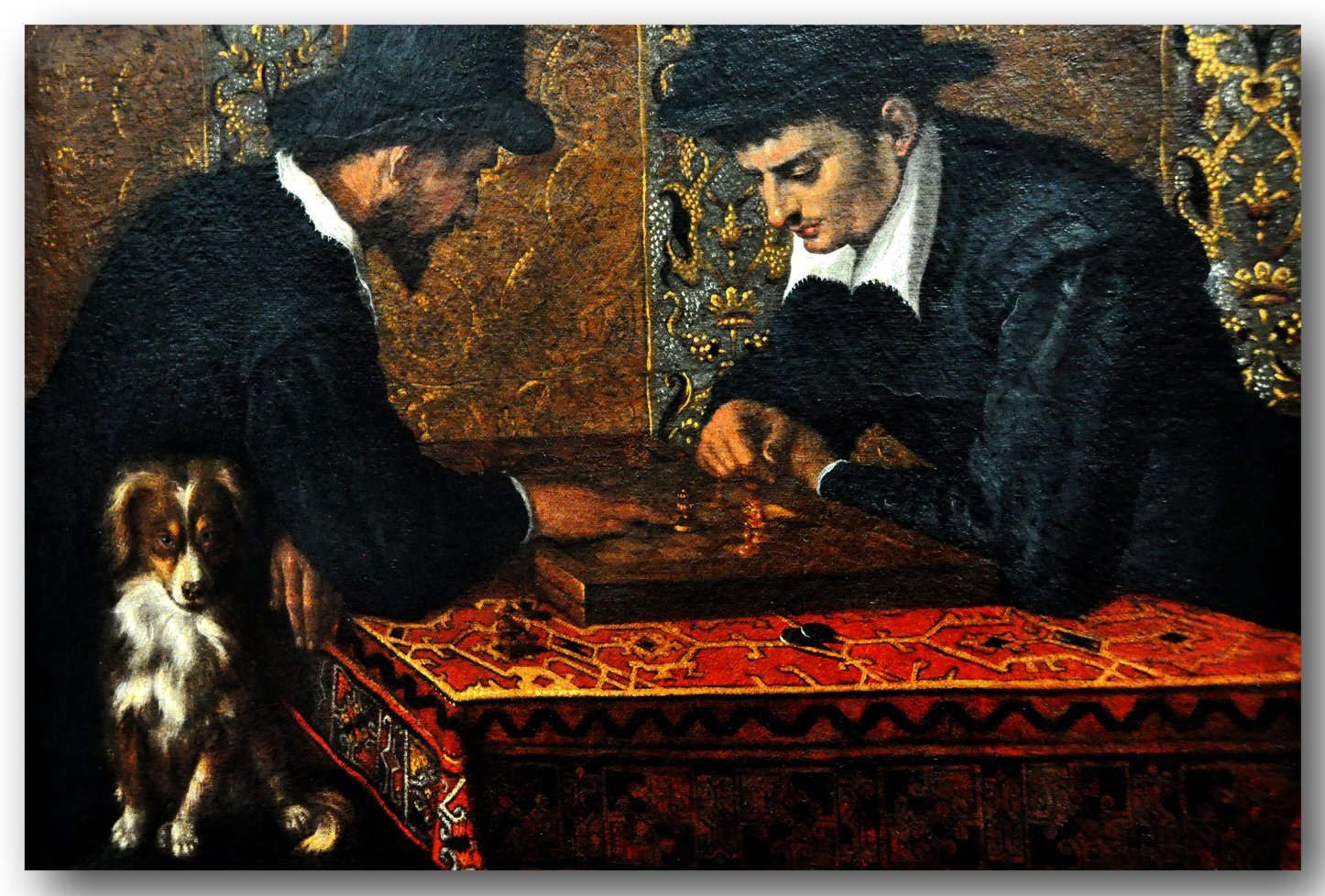
Ludovico Carracci: Sakkozók

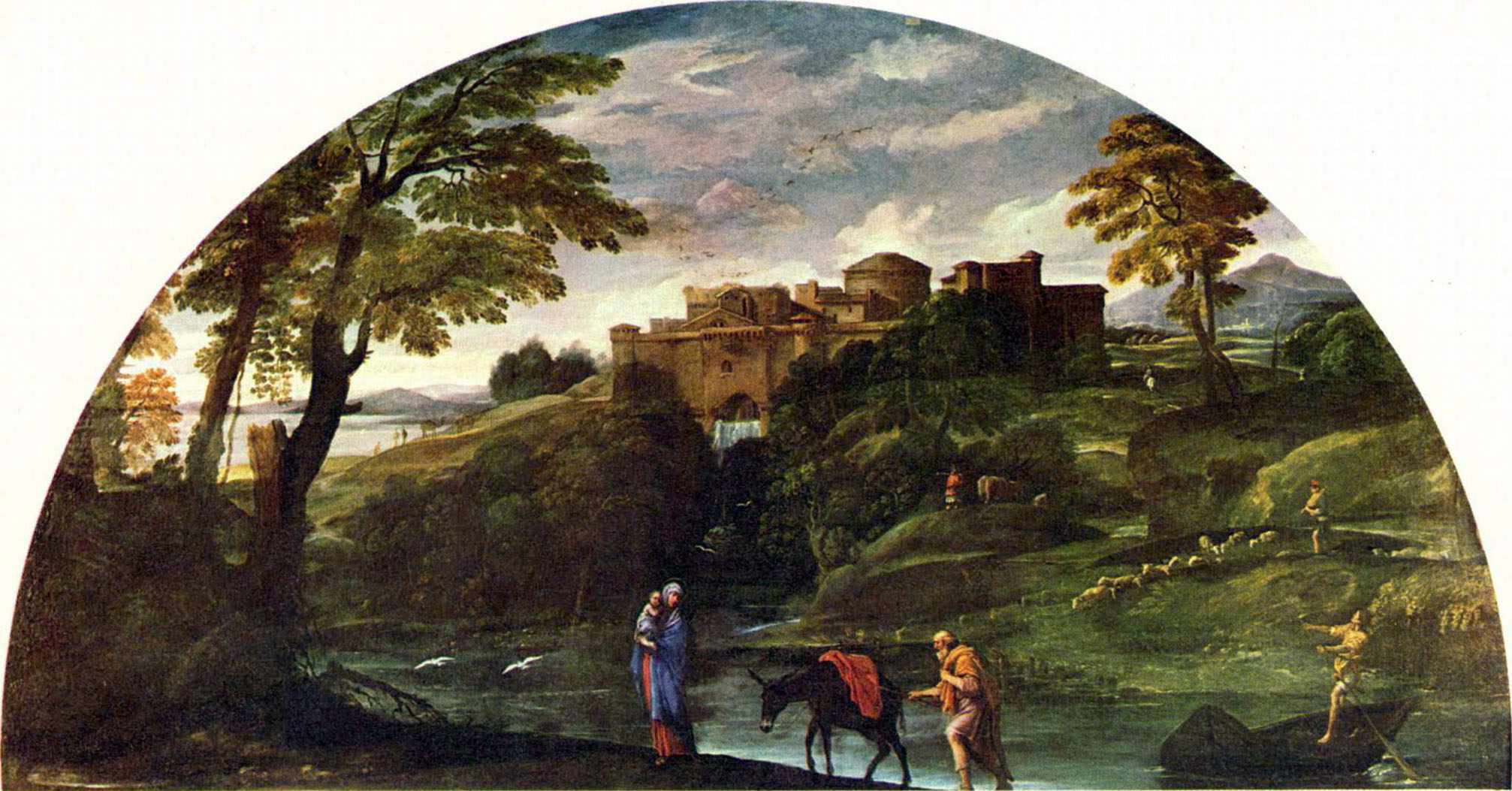
Annibale Carracci: Menekülés Egyiptomba

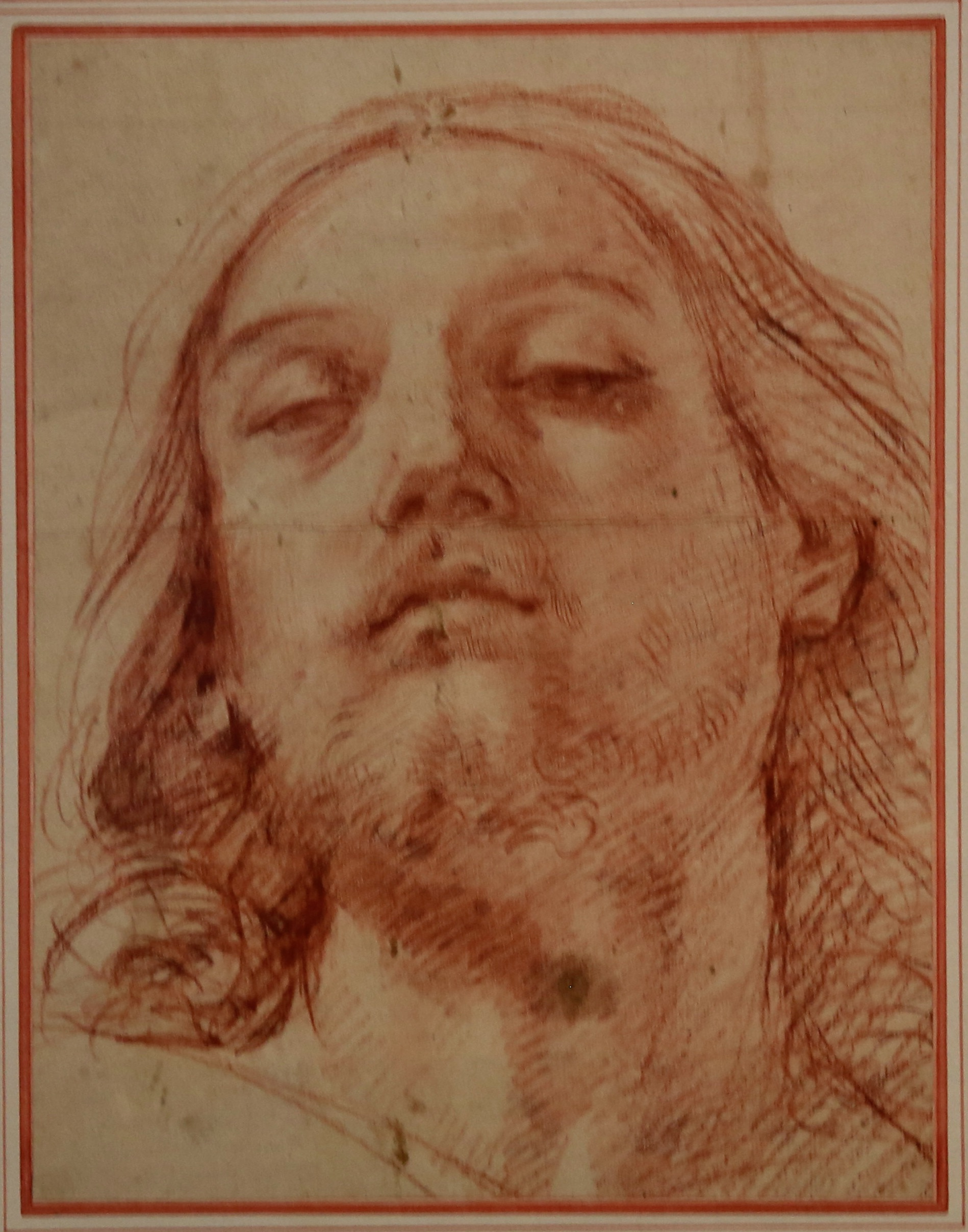
Guido Reni: Krisztus — tanulmányfej

A bolognai iskola, más néven Carracci-iskola bolognai képzőművészek a 16/17. század fordulóján aktív és nagy hatású  csoportja. A Carracci-iskola nevet azért kapták, mert a sajátos stílust a Carracci család tagjai fejlesztették ki, és tőlük vették át tanítványaik.
Stilisztikai hatásuk még a 18. században is kimutatható. A stílusalapító unokatestvérek közül Ludovico Carracci volt a legidősebb, de mindkét unokaöcsét, Agostinót és Annibalét is túlélte.
1582-ben nyitotta meg Bolognában az Academia degli Incamminati festőiskolát (jelentése: helyes útra tértek) amely a stílusokat elegyítő bolognai irány kiindulópontjává vált.
Ez a stílusuk visszahat a Rafaellót és Michelangelót követő manieristákra, akikkel szemben a festőiségre, tehát Antonio da Correggio és Tiziano látványvilágához térnek vissza anélkül, hogy elődeiket utánoznák. Barokk festők maradtak, de határt szabtak a „kinövéseknek” (öncélú díszítményeknek).
A nagymesterek tradícióit követve programjuk a természet keresése és a meztelen emberi test tanulmányozása volt; ezeket koruk érzésvilágával hozták harmóniába. Művészetük kiindulópontja tehát stabil, de a hatása eklektikus. A kortárs művészetben általános módon munkáikra jellemző a túlkomponáltság, a széles pózok és gesztusok, az erős fény és árnyék.
Az iskola legkiválóbb művészei:
- Domenichino (Domenico Zampieri),
- Guido Reni, az iskola legtehetségesebbnek tartott tagja,
- Francesco Albani,
- Giovanni Lanfranco és
- Guercino.

A következő generáció érdemes művészei:
- Carlo Cignani,
- Simone Contarini,
- a Sirani család tagjai:
  - Giovanni Andrea Sirani,
  - Anna Maria Sirani,
  - Barbara Sirani és
  - Elisabetta Sirani;
- Andrea Sacchi, akinek viszont Carlo Maratta lett a tanítványa.